# Haas VF-17
A Haas VF-17 egy Formula–1-es versenyautó, melyet az olasz Dallara tervezett a Haas F1 Team számára, amely azt a 2017-es Formula–1 világbajnokság során versenyztette. Pilótái Romain Grosjean és Kevin Magnussen voltak.

## Áttekintés
Az új szabályrendszernek megfelelően a kasztni ebben az évben átalakult: alacsonyabb lett, nagyobb hátsó és kisebb első szárnyakat kapott, illetve egy meghosszabbított motorborítást, az úgynevezett "cápauszonyt". Eredetileg fekete-piros színben pompázott az autó, ezt Monacótól lecserélték, és a piros helyett világosszürke színeket alkalmaztak. Ennek oka főként az volt, hogy a televíziós közvetítések során nem volt szerencsés a színkombináció, és az ekkoriban bevezetett új, nagyobb méretű rajtszámok és versenyzőazonosítók is jobban látszottak az új festéssel. Még ezen is változtattak Belgiumtól kezdődően, amikor is az első szárny és környéke fehér lett, piros szegéllyel.
Az évet több ponttal, de ugyanúgy a nyolcadik helyen zárták, mint az előző idényt. Monacóban a csapat történetében először könyvelhetett el kettős pontszerzést.

## Eredmények
| 2017 | Haas F1 Team | Ferrari 062 | P |           |    |    |    |    |    |    |    |    |    |    |    |    |    |    |    |   |    |    |    |    |    |    |
| 2017 | Haas F1 Team | Ferrari 062 | P | Grosjean  | KI | 11 | 8  | KI | 10 | 8  | 10 | 13 | 6  | 13 | KI | 7  | 15 | 9  | 13 | 9 | 14 | 15 | 15 | 11 | 47 | 8. |
| 2017 | Haas F1 Team | Ferrari 062 | P | Magnussen | KI | 8  | KI | 13 | 14 | 10 | 12 | 7  | KI | 12 | 13 | 15 | 11 | KI | 12 | 8 | 16 | 8  | KI | 13 | 47 | 8. |

- † – Nem fejezte be a futamot, de rangsorolva lett, mert teljesítette a versenytáv 90%-át.

## Fordítás
- Ez a szócikk részben vagy egészben  a   Haas VF-17 című angol Wikipédia-szócikk ezen változatának fordításán alapul.  Az eredeti cikk szerkesztőit annak laptörténete sorolja fel. Ez a jelzés csupán a megfogalmazás eredetét és a szerzői jogokat jelzi, nem szolgál a cikkben szereplő információk forrásmegjelöléseként.